# Liste der Flaggen im Landkreis Ludwigsburg
Diese Liste beinhaltet alle Flaggen im Landkreis Ludwigsburg in Baden-Württemberg, inklusive historischer Flaggen.
In Baden-Württemberg werden zweibahnige Flaggen verliehen, deren Farben den Wappenfarben entsprechen. Dabei wird oft als erste Farbe der Flagge (links vom Betrachter) die Farbe der Wappenfigur und als zweite Farbe die des Wappengrundes genommen. Flaggen, die vor Inkrafttreten der deutschen Gemeindeordnung 1935 geführt wurden, dürfen beibehalten werden, auch wenn diese nicht den heutigen Bestimmungen in Baden-Württemberg entsprechen.

## Landkreis Ludwigsburg
| Landkreis             | Flagge | Kommentare |
| Landkreis Ludwigsburg |        | Wappen vom alten Landkreis seit 1939 geführt, am 30. August 1974 vom Innenministerium neu verliehen: „In Gold (Gelb) unter einer liegenden Hirschstange ein rot bewehrter und rot bezungter schwarzer Adler.“ Flagge: Schwarz-Gelb. |

## Flaggen der Städte im Landkreis Ludwigsburg
| Stadt                 | Flagge | Kommentare |
| Asperg                |        | Aspe und Hirschstangen im ältesten Siegel aus 1560, Dreiberg tritt erstmals 1693 auf. Flagge seit 1933 in Gebrauch: „In Gold (Gelb) auf grünem Dreiberg eine grüne Aspe, begleitet von zwei aufgerichteten, mit den Enden auswärts gekehrten schwarzen Hirschstangen.“ Flagge: Grün-Gelb. |
| Besigheim             |        | Burg mit badischem Wappen über dem Tor in Siegelabdrücken aus 1431. Badisches Wappen nach 1595 mit württembergischer Hirschstange ersetzt, keine Herrschaftszeichen mehr seit 1694: „In Rot auf grünem Hügel eine zweitürmige, gezinnte silberne (weiße) Burg mit offenem Rundbogentor.“ Flagge: Weiß-Rot. |
| Bietigheim-Bissingen  |        | Turm in Bietigheimer Siegeln seit 1474, erste bekannte Wappenzeichnung aus 1535. Patriarchen-Hochkreuz aus dem alten Wappen Bissingens. Wappen und Flagge am 12. Juli 1976 vom Regierungspräsidium verliehen: „In Rot ein silberner (weißer) Zinnenturm, belegt mit einem blauen Patriarchen-Hochkreuz mit gespaltenem Fuß.“ Flagge: Weiß-Rot; von Rot und Weiß elfmal gestreift, mit äußerem schwarzen Streifen vorne, gelben Streifen hinten. |
| Bönnigheim            |        | Mainzer Rad in Siegeln des 15. Jahrhunderts, Mond seit dem 16. Jahrhundert nachweisbar. Flagge seit 1921 in Gebrauch: „In Rot unter einem sechsspeichigen silbernen (weißen) Rad ein steigender silberner (weißer) Mond mit Gesicht.“ Flagge: Weiß-Rot. |
| Ditzingen             |        | Wappen und Flagge am 23. April 1976 vom Landratsamt verliehen: „In gespaltenem Schild vorne in Silber (Weiß) zwei schräg gekreuzte rote Mauerhaken (Doppelhaken), hinten in Rot unter einem silbernen (weißen) Kreuz mit Tatzenenden eine gestürzte silberne (weiße) Pflugschar.“ Flagge: Rot-Weiß. |
| Freiberg am Neckar    |        | Wappen und Flagge am 2. September 1973 vom Innenministerium verliehen: „In Blau drei (2:1) goldene (gelbe) Kugeln.“ Flagge: Gelb-Blau. |
| Gerlingen             |        | Wappen im Jahre 1937 angenommen. Flagge am 1. Juli 1952 von der vorläufigen Landesregierung verliehen: „Unter goldenem (gelbem) Schildhaupt, darin eine schwarze Hirschstange, in Schwarz zwei abgewendete goldene (gelbe) Radfelgen.“ Flagge: Gelb-Schwarz. |
| Großbottwar           |        | Storch zwischen zwei aufgerichteten württembergischen Hirschstangen im ältesten Siegelabdruck von 1478 und in der ältesten Wappenzeichnung von 1535, später wird Hirschstange über dem Storch dargestellt. Storch in wechselnden Stellungen und zeitweise mit und ohne Hirschstange, Wurm und Boden dargestellt. Flagge zuvor Rot-Weiß-Gelb-Schwarz, heutige Flaggenfarben am 24. April 1979 vom Landratsamt verliehen: „In Gold (Gelb) unter einer liegenden schwarzen Hirschstange ein natürlicher Storch mit einem schwarzen Wurm im Schnabel.“ Flagge: Rot-Gelb. |
| Korntal-Münchingen    |        | Wappen und Flagge am 28. Februar 1977 vom Landratsamt Ludwigsburg verliehen: „In Blau ein durchgehendes silbernes (weißes) Kreuz, überdeckt von einer goldenen (gelben) Hafte (Kesselrinken).“ Flagge: Gelb-Blau. |
| Kornwestheim          |        | Korngarbe als Fleckenzeichen in Gebrauch, erscheint in Siegel aus 1695. Wappen seit 1902 in Benutzung, Wappen- und Flaggenfarben im Jahre 1925 festgelegt: „In Blau eine goldene (gelbe) Korngarbe.“ Flagge: Blau-Gelb. |
| Ludwigsburg           |        | Wappen nach der Stadterhebung im Jahre 1718 vom Herzog Eberhard Ludwig von Württemberg verliehen. Flagge in Bürgermeisterrechnung von 1759/60 erwähnt: „In Blau an schrägem rotem Fahnenstock mit goldener (gelber) Spitze die goldene (gelbe) Reichssturmfahne, darin ein rot bewehrter und rot bezungter schwarzer Adler.“ Flagge: Schwarz-Gelb. |
| Marbach am Neckar     |        | Tecksches Wappen verbunden mit Turm und Rebe im 1301 belegten Siegel. 1302 ersetzen württembergische Hirschstangen das tecksche Wappen. Turm seit 1547 rebenumrankt. Heutige Form des Wappens basierend auf Abbildung aus 1593 im Jahre 1938 festgelegt. Flagge im Jahre 1871 erwähnt: „In Gold (Gelb) gespalten, vorne drei liegende schwarze Hirschstangen übereinander, hinten ein viereckiger silberner (weißer) Zinnenturm mit rotem Pyramidendach, umrankt von einer grünen Weinrebe mit grünen Blättern und zwei blauen Trauben.“ Flagge: Gelb-Weiß.          |
| Markgröningen         |        | Reichsadler im ältesten bekannten Siegel aus dem Jahre 1299. Grünes Schildhaupt in Wappenzeichnung aus 1535 hinzugefügt. Blaues Schildhaupt mit fünf Sternen seit dem Ende des 16. Jahrhunderts nachweisbar. Flagge seit dem 18. Jahrhundert in Gebrauch: „Unter blauem Schildhaupt, darin fünf sechsstrahlige goldene (gelbe) Sterne nebeneinander, in Gold (Gelb) ein rot bezungter schwarzer Adler.“ Flagge: Blau-Gelb. |
| Oberriexingen         |        | Württembergische Hirschstange und nach oben weisendes Ruder erscheinen im ältesten Siegel aus dem 15. Jahrhundert in ungeteiltem Schild und umgekehrter Reihenfolge. Heutige Form und Farben des Wappens seit Wende des 15. zum 16. Jahrhundert in Gebrauch. Ruder seit 1604 schräg gestellt: „In gespaltenem Schild vorne in Gold (Gelb) eine aufrechte schwarze Hirschstange (Enden nach außen), hinten ein schräglinks gestelltes goldenes (gelbes) Ruder..“ Flagge: Schwarz-Gelb.                                                                                |
| Remseck am Neckar     |        | Wappen und Flagge am 21. Juni 1977 vom Landratsamt Ludwigsburg verliehen: „In gespaltenem Schild vorne in Blau ein pfahlweise gestellter goldener (gelber) Fisch, hinten in Silber (Weiß) ein roter Adlerflügel.“ Flagge: Gelb-Blau. |
| Sachsenheim           |        | Büffelgehörn und Hirschstange im Siegel Großsachsenheims aus 1570, Wappenfarben seit 1596 nachweisbar. Flagge am 19. September 1966 vom Innenministerium verliehen: „In Silber (Weiß) unter einer liegenden schwarzen Hirschstange ein rotes Büffelgehörn mit Grind.“ Flagge: Rot-Weiß. |
| Steinheim an der Murr |        | Siegel aus 1558 zeigt aus Steinhaufen wachsende, farnartige Pflanze. Reichsapfel seit 1686 als Marksteinzeichen in Gebrauch. Siegel des 17. Jahrhunderts zeigten über dem Steinhaufen die Initiale S, vom Reichsapfel später ersetzt. Flagge seit 1863 belegt: „In Rot unter dem Fleckenzeichen in Form eines goldenen (gelben) Reichsapfels mit Kreuz sechs (1:2:3) aufeinandergeschichtete silberne (weiße) Steine.“ Flagge: Rot-Gelb-Weiß. |
| Vaihingen an der Enz  |        | Wappen im Jahre 1530 von Kaiser Karl V. verliehen: „In Gold (Gelb) unter einer rechtshin liegenden schwarzen Hirschstange auf blauem Vierberg stehend ein blau gekrönter und blau bezungter roter Löwe.“ Flagge: Blau-Rot. |

## Flaggen der Gemeinden im Landkreis Ludwigsburg
| Gemeinde            | Flagge | Kommentare |
| Affalterbach        |        | Wappen und Flagge am 24. Mai 1965 vom Innenministerium verliehen: „In Silber (Weiß) über blauem Wellenschildfuß ein natürlicher Apfelbaum mit grünem Laub und roten Äpfeln.“ Flagge: Grün-Weiß. |
| Benningen am Neckar |        | Wappen basierend auf Marksteinzeichen von 1677 auf Vorschlag der Archivdirektion Stuttgart vom 2. Februar 1931 angenommen. Flagge am 20. Mai 1980 vom Landratsamt Ludwigsburg verliehen: „In Gold (Gelb) zwei schräg gekreuzte schwarze Priorstäbe.“ Flagge: Schwarz-Gelb. |
| Eberdingen          |        | Wappen und Flagge am 10. Mai 1977 vom Landratsamt Ludwigsburg verliehen: „In Gold (Gelb) aus den Kuppen eines grünen Dreibergs wachsend drei grüne Rosenzweige (die beiden äußeren schräg gekreuzt), von denen jeder eine fünfblättrige rote Rose mit grünen Kelchblättern trägt.“ Flagge: Rot-Gelb. |
| Erdmannhausen       |        | Wappen am 2. Juni 1954 festgelegt, mit der Flagge am 18./19. Oktober 1954 von der Landesregierung verliehen: „Unter goldenem (gelbem) Schildhaupt, darin eine schwarze Hirschstange, in Blau ein nach links gekehrter, aus dem Unterrand emporkommender goldener (gelber) Abtsstab.“ Flagge: Blau-Gelb. |
| Erligheim           |        | Erle mit beheftetem Mond auf Ofenstein im Rathaus aus dem Jahre 1751 und in einem 1793 belegten Siegel. Erle seit 1913 alleinige Wappenfigur, Mond im Jahre 1979 wieder eingeführt. Wappen und Flagge am 8. April 1980 vom Landratsamt Ludwigsburg verliehen: „In Silber (Weiß) eine bewurzelte grüne Erle, der Stamm beheftet mit einem steigenden roten Mond mit Gesicht.“ Flagge: Grün-Weiß.                                                                                         |
| Freudental          |        | Wappen mit Initiale F in um 1820 entstandenes Schultheißenamtssiegel. Heutiges Wappen auf Vorschlag der Archivdirektion Stuttgart im Jahre 1930 angenommen. Flagge am 9. Oktober 1980 vom Landratsamt Ludwigsburg verliehen: „Unter goldenem (gelbem) Schildhaupt, darin eine schwarze Hirschstange, in Rot der goldene (gelbe) Großbuchstabe F.“ Flagge: Schwarz-Gelb. |
| Gemmrigheim         |        | Weinstock erscheint in 1525 belegtem Siegel. Heutiges Wappen basierend auf Siegelabdruck aus dem Jahre 1704, Farben im Jahre 1924 festgelegt. Flagge am 20. Februar 1980 vom Landratsamt Ludwigsburg verliehen: „In Silber (Weiß) auf grünem Dreiberg an schwarzem Pfahl ein grüner Weinstock mit fünf (3:2) blauen Trauben.“ Flagge: Blau-Weiß. |
| Hemmingen           |        | Rost als Fleckenzeichen in Gebrauch, erscheint in Stempeln aus dem 19. Jahrhundert. Führung des heutigen Wappens am 6. März 1935 von der Gemeinde bestätigt. Flagge am 15. April 1980 vom Landratsamt Ludwigsburg verliehen: „In Gold (Gelb) ein aufrecht gestellter blauer Rost mit abwärts weisendem Griff.“ Flagge: Blau-Gelb. |
| Hessigheim          |        | Weinstock und Wellenleiste erscheinen in Siegel aus 1710. Wappen und Flagge am 18. Juli 1979 vom Landratsamt Ludwigsburg verliehen: „In Silber (Weiß) auf grünem Hügel, der unten mit einer silbernen (weißen) Wellenleiste belegt ist, an grünem Stab ein grüner Weinstock mit fünf grünen Blättern und drei blauen Trauben.“ Flagge: Grün-Weiß. |
| Ingersheim          |        | Wappen und Flagge am 18. Dezember 1972 vom Innenministerium verliehen: „In Rot ein silberner (weißer) Anker, s-förmig umschlungen von einem silbernen (weißen) Tau.“ Flagge: Weiß-Rot. |
| Kirchheim am Neckar |        | Eintürmige Kirche mit Dachreiter in ältesten, seit 1515 belegten Siegeln. Kirche zeitweise dreitürmig dargestellt, heutige Form zusammen mit Flaggenfarben im Jahre 1966 festgelegt. Flagge am 18. April 1966 vom Innenministerium verliehen: „In Blau eine eintürmige silberne (weiße) Kirche mit Dachreiter auf dem Schiff.“ Flagge: Weiß-Blau. |
| Löchgau             |        | Initiale L seit 1684 als Marksteinzeichen belegt. Stern erscheint 1757 auf Nachzeichnung des Fleckensiegels und 1775 auf Ofenplatte im Rathaus. Figuren erscheinen im Schild in Schultheißenamtssiegel des 19. Jahrhunderts. Wappenfarben auf Vorschlag der Archivdirektion Stuttgart von 1921 festgelegt. Flagge am 12. März 1980 vom Landratsamt verliehen: „In Blau der goldene (gelbe) Großbuchstabe L, links oben ein sechsstrahliger goldener (gelber) Stern.“ Flagge: Gelb-Blau. |
| Möglingen           |        | Wappenfiguren seit 1859 als Ortszeichen in Gebrauch. Wappen und Flagge am 22. Juni 1967 vom Innenministerium verliehen: „In Blau schräg gekreuzt eine gestürzte silberne (weiße) Haue und ein gestürzter silberner (weißer) Spaten, auf der Kreuzung belegt mit einem achtspeichigen silbernen (weißen) Rad.“ Flagge: Weiß-Blau. |
| Mundelsheim         |        | Heutiges Wappen nach Übergang zu Württemberg im Jahre 1595 eingeführt. Flagge am 4. August 1980 vom Landratsamt Ludwigsburg verliehen: „In Rot unter einer liegenden schwarzen Hirschstange eine aufgehobene silberne (weiße) Rechthand.“ Flagge: Weiß-Rot. |
| Murr                |        | Bekränzter Kelch in Schultheißenamtssiegeln des 19. Jahrhunderts. Wappen am 18. März 1939 vom damaligen Reichsstatthalter, Flagge am 18. April 1980 vom Landratsamt Ludwigsburg verliehen: „Unter goldenem (gelbem) Schildhaupt, darin eine schwarze Hirschstange, von Gold (Gelb) und Rot gespalten, vorne ein roter Kelch, hinten ein aufgerichtetes goldenes (gelbes) Hifthorn mit zur Spaltung weisender grüner Fessel.“ Flagge: Rot-Gelb.                                          |
| Oberstenfeld        |        | Wappenfiguren erscheinen in Siegel aus 1681. Wappenfarben auf Vorschlag der Archivdirektion Stuttgart vom Jahre 1918 festgelegt. Flagge vor Inkrafttreten der deutschen Gemeindeordnung 1935 geführt: „In Silber (Weiß) auf grünem Boden (Feld) ein auf silbern (weiß) gezäumtem schwarzem Ross einhersprengender, schwarz gerüsteter Reiter (Oberst) mit umgeschnalltem silbernem (weißem) Schwert und rotem Helmbusch.“ Flagge: Grün-Weiß.                                            |
| Pleidelsheim        |        | Doppelhaken erscheint in Siegeln seit Wende des 19. zum 20. Jahrhundert. Haken im Jahre 1937 verdoppelt und Wappenfarben festgelegt. Flagge am 13. September 1954 von der Landesregierung verliehen: „In Gold (Gelb) zwei schräg gekreuzte schwarze Doppelhaken (Swastika mit gerundeten Haken).“ Flagge: Rot-Weiß. |
| Schwieberdingen     |        | Siegel aus 1800 zeigt heutiges Wappenbild mit oben und unten stehenden Monden. Heutige Form seit 1903 in Gebrauch. Flagge am 4. Dezember 1980 vom Landratsamt verliehen: „In Blau ein achtstrahliger goldener (gelber) Stern zwischen zwei abgewendeten goldenen (gelben) Monden.“ Flagge: Gelb-Blau. |
| Sersheim            |        | Heutiges Wappen erscheint in Schultheißenamtssiegel aus 1930, Wappenfarben im Jahre 1939 festgelegt. Büffelgehörn zeitweise alleinige Wappenfigur, Wiederaufnahme der Kugeln am 2. Dezember 1955 von der Gemeinde beschlossen und am 13. Dezember 1956 vom Innenministerium bestätigt. Flagge am 9. Oktober 1980 vom Landratsamt Ludwigsburg verliehen: „In Gold (Gelb) ein rotes Büffelgehörn mit Grind, zwischen den Hörnern drei (1:2) rote Kugeln.“ Flagge: Rot-Gelb.               |
| Tamm                |        | Wappen im Jahre 1924 angenommen. Flagge am 8. April 1980 vom Landratsamt Ludwigsburg verliehen: „In Rot ein goldener (gelber) Schräglinksbalken, darüber ein goldener (gelber) Pflug, darunter ein vierspeichiges goldenes (gelbes) Zahnrad.“ Flagge: Gelb-Rot. |
| Walheim             |        | Siegel aus 1530 zeigte gespaltenen Schild mit von zwei fünfstrahligen Sternen beiderseits begleiteten, badischen Schrägbalken vorne und Initiale W hinten. Siegel vom 18. bis zum frühen 20. Jahrhundert zeigen nur Schrägbalken. Heutiges Wappen mit der Flagge am 19. Februar 1958 vom Innenministerium verliehen: „In Gold (Gelb) ein roter Schräglinksbalken, belegt mit dem goldenen (gelben) Großbuchstaben W.“ Flagge: Gelb-Rot.                                                 |